# 大岡山駅
大岡山駅（おおおかやまえき）は、東京都大田区北千束三丁目にある、東急電鉄の駅である。目黒線と大井町線が乗り入れ、両路線の接続駅となっている。駅番号は目黒線がMG06、大井町線がOM08。大田区の鉄道駅では最北端にある。
なお、大岡山は目黒区の町名である（当駅は大田区と目黒区の区境付近にあり、構内の一部は目黒区大岡山二丁目に跨がっている）。

## 歴史
- 1923年（大正12年）3月11日：目黒蒲田電鉄線（現・目黒線）の駅が開設[1]。
- 1927年（昭和2年）7月6日：目黒蒲田電鉄大井町線の駅が開設[1]。
- 1990年（平成2年）10月16日：地下化等の改良工事に着手[2]。
- 1992年（平成4年）
  - 9月5日：目蒲線上り線を北側の仮設桁（仮線路・仮ホーム）へ移設[3]。
  - 12月15日：目蒲線下り線を北側の仮設桁（仮線路・仮ホーム）へ移設[3]。
- 1993年（平成5年）
  - 6月：大井町線上り線を北側の仮設桁（仮線路・仮ホーム）へ移設[4]。
  - 9月15日：大井町線下り線を北側の仮設桁（仮線路・仮ホーム）へ移設[4][5]。これは各線路を北側へ移設することで、南側に工事用の作業ヤードを確保するためである[5]。
- 1996年（平成8年）
  - 6月2日：大井町線上下線地下化[6]。
  - 10月27日：目蒲線下り線地下化[6]。
  - 12月10日：当駅下り方（緑が丘駅・奥沢駅寄り）の上下線ホームを結ぶ連絡通路使用開始（一部仮設）[7]。これまでは、ホーム上り方（大井町駅・目黒駅寄り）の営業に必要な場所だけを供用していた[7]。
  - 12月21日：地上に残っている目蒲線上り線を4番線から大井町線上り線が使用していた旧2番線（いずれも地上の仮線路・仮ホーム）へ移設[8]。
- 1997年（平成9年）
  - 5月：上りホームのエスカレーター供用開始[9]。
  - 6月27日：最後まで地上に残っていた目蒲線上り線を地下化[9]、方向別ホーム化工事完成[10]。同日より橋上駅舎から地上駅舎となる[8]。
- 1998年（平成10年）12月：駅改良工事完成[11]。
- 2000年（平成12年）8月6日：目蒲線が目黒線と東急多摩川線へ分割、当駅は大井町線と目黒線の駅となる[12][13]。
- 2002年（平成14年）2月25日：東急病院口新設[14]。
- 2006年（平成18年）4月30日：定期券うりば営業終了。
- 2007年（平成19年）11月3日：駅直上に東急病院が移転、東急病院口を東口へ改称。

### 駅名の由来
地名の「大岡山」に由来する。
昔からある地名で、明治時代はこの地は荏原郡碑衾村大字衾字平南大岡山・平北大岡山であったことから「大岡山」と命名された。しかし、その由来は諸説ありはっきりしない。
大岡山駅周辺の大地主である岡田家が所有していた山から付けられたとする姓氏説と、この近辺が昔から狭くて小高い丘や小さな山、谷が多かったことを意味する「大岡」と「山」が合わさって「大岡山」になったとする地理説がある。

## 駅構造
島式ホーム2面4線を有する地下駅で、外側を目黒線、内側2線を大井町線が使用する。日吉方面と溝の口方面、大井町方面と目黒方面は同一方向・同一ホームで乗換可能である。なお、奥沢・緑が丘寄りには乗換用連絡通路が設置されている。
奥沢・緑が丘寄りに大井町線と目黒線を連絡する渡り線がある他、大井町線北千束寄りに8両編成対応の引上線が1本設けられている。引上線は一部の目黒線・大井町線回送列車折返しに使用される他、東急・横浜高速鉄道車両が長津田車両工場へ出入場する際や、東京メトロ日比谷線で運用される車両が鷺沼工場に出入場する際にも用いられる。

### 地上時代
現在の地下駅構造になる前は3面4線のホームを有する地上駅で、大井町線が変則相対式（上り・下り共に南側にホームがあった）、目蒲線は島式で、いずれのホームにも、二子玉川園前駅・蒲田駅寄りのホーム端に下り階段があり、階段を降りた先の地下に改札口と駅務室があった。改札口を出ると通路は左右に分かれ、右手の階段を昇ると「北口」、左手の階段は「南口」で、今なおそれぞれに名称の残る「大岡山北口商店街」、「大岡山南口商店会」の命名の由来となっていた。
また、かつての目蒲線には北側に独立した貨物用ホームがあった他、旅客ホームは頭端式櫛型4面3線で、中線（2両分）を利用して、目黒方面からの折り返し運転にも対応出来る構造であった。目黒駅 - 当駅間折返し運転が廃止された昭和20年代後半には中線も廃止され、中線跡は埋戻されてホーム化された。地下化前の旧ホームでは、中線を埋めてホーム化した部分を確認することが出来、この部分には、「東急弘潤会」運営の駅売店が設置されていた。このような経緯から、目蒲線用旧ホームは他駅では見られない広いホーム幅を有しており、旧櫛形の余剰部分には、定期券売場や「東急ジャンボー」・「田園そば」の売店が設置されていた。

### 改良工事
東横線複々線化工事に伴い、利便性向上を目的に同一方向・同ホーム化と踏切解消のため、駅全体地下化工事が実施された。改良前は大井町線は緑が丘 - 当駅間で目蒲線（現・目黒線。以下同様）上下線を高架橋でオーバーパスしていたが、改良後は目蒲線上り線をオーバーパスし、当駅 - 北千束駅間で目蒲線下り線をアンダーパスしている。
改良工事に伴い、当駅の二子玉川園駅（現・二子玉川駅）・蒲田寄り（当時）にあった交通量が多い「大岡山1号踏切」が廃止された他、大井町線北千束駅 - 当駅間にあった4か所の踏切（北千束1 - 4号踏切）が廃止されている（北千束1号踏切は解消後、人道橋へ変更）。
1996年（平成8年）6月1日終電後に実施した大井町線地下化切替工事は大規模なものとなり、特に緑が丘駅側では側道および目蒲線軌道敷内からクレーン車22台を使用して39スパン、207 mに渡って仮設桁撤去作業を行った。撤去した仮設桁は、大井町線横目蒲線蒲田方面への新線路（使用開始前）を仮置き場として使用した。北千束駅側切替工事と合わせたクレーン車は27台、従事作業員は1,042人にもおよぶもので、切替作業時間確保のため、大井町線初電上下線各1本ずつが運休となった（この他、初電から2本目の上り列車が自由が丘始発（二子玉川園駅 - 九品仏間駅間運休）となった）。
- 工事延長：大井町線1,100 m・目蒲線（現・目黒線）900 m[5][11]
- 大井町線地下区間：600 m[19]・目蒲線（現・目黒線）地下区間：200 m[5]
- 事業費：315億円[5]
- 掘削量：17万6,000 m3[5]

### のりば
| 番線 | 路線     | 方向 | 行先                                   |
| ---- | -------- | ---- | -------------------------------------- |
| 1    | 目黒線   | 下り | 日吉・新横浜・二俣川方面               |
| 2    | 大井町線 | 下り | 自由が丘・二子玉川・溝の口方面         |
| 3    | 大井町線 | 上り | 旗の台・大井町方面                     |
| 4    | 目黒線   | 上り | 目黒・赤羽岩淵・浦和美園・西高島平方面 |

### 駅舎
1997年（平成9年）に当駅が地下化された当時から、当駅から5分程離れた場所にあった東急病院を当駅上へ移転する計画があった。実現に当たっては、列車による振動を低減させるために地下化工事の際にレール下部にコイルバネを設置していた。
開業する前には、TSUTAYA大岡山駅前店が駅舎2階に出店していたが、2006年（平成18年）5月17日限りで閉店した。その後2011年（平成23年）6月15日に再出店が決定したが、場所は駅舎ではない。また、正面改札横に設置されていたコンビニエンスストア・am/pmも閉店した。その後ヴィ・ド・フランス、ナチュラルローソン+toks大岡山、並びに調剤薬局が開店している。
2006年（平成18年）より本格的に病院建設が始まり、2007年（平成19年）11月3日に開業した。正面改札を出ると左側に病院入口がある。また、駅の直上に病院が設けられるのは日本初のことであった。

## 利用状況
各線の2024年度（令和6年度）の1日平均乗降人員は以下の通り。
- 目黒線 - 21,216人
- 大井町線 - 26,154人

目黒線の数値のみを見ると、急行通過駅の西小山駅より利用者が少ない。当駅は主に目黒線と大井町線の相互間乗換がメインであるため、改札を通らないことから乗降人員に数えられていない。仮に、これを含むと実際の利用客数はかなり多くなる。
- 目黒線・大井町線間の乗換人員を含んだ、2018年度（令和3年度）の路線別1日平均乗降人員は以下の通り[26]。
  - 目黒線 - 119,376人 - 同線内では目黒駅に次ぐ第2位。
  - 大井町線 - 126,739人 - 同線内では自由が丘駅、二子玉川駅、大井町駅に次ぐ第4位。

### 年度別1日平均乗降人員
近年の1日平均乗降人員の推移は以下の通り。
| 年度               | 目黒線           | 目黒線 | 乗換人員 | 大井町線         | 大井町線 |
| 年度               | 1日平均 乗降人員 | 増加率 | 乗換人員 | 1日平均 乗降人員 | 増加率   |
| ------------------ | ---------------- | ------ | -------- | ---------------- | -------- |
| 2003年（平成15年） | 16,548           | 1.5%   | 44,019   | 22,794           | 5.0%     |
| 2004年（平成16年） | 16,550           | 0.0%   | 49,905   | 23,198           | 1.8%     |
| 2005年（平成17年） | 16,778           | 1.4%   | 54,473   | 23,294           | 0.4%     |
| 2006年（平成18年） | 16,842           | 0.4%   | 61,600   | 23,584           | 1.2%     |
| 2007年（平成19年） | 18,674           | 10.9%  | 67,801   | 23,984           | 1.7%     |
| 2008年（平成20年） | 19,360           | 3.7%   | 72,490   | 24,924           | 3.9%     |
| 2009年（平成21年） | 19,853           | 2.5%   | 79,198   | 25,408           | 1.9%     |
| 2010年（平成22年） | 19,773           | −0.4%  | 80,915   | 25,662           | 1.0%     |
| 2011年（平成23年） | 19,593           | −0.9%  | 81,875   | 25,640           | −0.1%    |
| 2012年（平成24年） | 19,927           | 1.7%   | 83,877   | 26,328           | 2.7%     |
| 2013年（平成25年） | 19,929           | 0.0%   | 85,565   | 27,209           | 3.3%     |
| 2014年（平成26年） | 20,223           | 1.5%   | 86,077   | 27,075           | −0.5%    |
| 2015年（平成27年） | 21,019           | 3.9%   | 87,948   | 28,116           | 3.8%     |
| 2016年（平成28年） | 21,607           | 2.8%   | 90,863   | 28,886           | 2.7%     |
| 2017年（平成29年） | 21,955           | 1.6%   | 93,863   | 29,377           | 1.7%     |
| 2018年（平成30年） | 22,287           | 1.5%   | 97,089   | 29,650           | 0.9%     |
| 2019年（令和元年） | 21,759           | −2.4%  |          | 29,367           | −1.0%    |
| 2020年（令和02年） | 13,212           | −39.3% |          | 17,368           | −40.9%   |
| 2021年（令和03年） | 15,372           | 16.3%  |          | 20,818           | 19.9%    |
| 2022年（令和04年） | 17,999           | 17.1%  |          | 23,368           | 12.3%    |
| 2023年（令和05年） | 19,992           | 11.1%  |          | 25,222           | 7.9%     |
| 2024年（令和06年） | 21,216           | 6.1%   |          | 26,154           | 3.7%     |

### 年度別1日平均乗車人員
近年の1日平均乗車人員は下記の通り。
| 年度   | 目黒線 | 大井町線 | 出典     |
| ------ | ------ | -------- | -------- |
| 1990年 | 28,151 | 29,666   | [ * 1 ]  |
| 1991年 | 28,055 | 30,117   | [ * 2 ]  |
| 1992年 | 27,132 | 28,921   | [ * 3 ]  |
| 1993年 | 25,995 | 28,052   | [ * 4 ]  |
| 1994年 | 9,041  | 10,896   | [ * 5 ]  |
| 1995年 | 8,962  | 10,833   | [ * 6 ]  |
| 1996年 | 8,934  | 10,268   | [ * 7 ]  |
| 1997年 | 8,825  | 9,986    | [ * 8 ]  |
| 1998年 | 8,496  | 9,647    | [ * 9 ]  |
| 1999年 | 8,568  | 9,680    | [ * 10 ] |
| 2000年 | 9,321  | 9,578    | [ * 11 ] |
| 2001年 | 9,899  | 9,279    | [ * 12 ] |
| 2002年 | 8,438  | 10,912   | [ * 13 ] |
| 2003年 | 8,560  | 11,497   | [ * 14 ] |
| 2004年 | 8,493  | 11,671   | [ * 15 ] |
| 2005年 | 8,590  | 11,762   | [ * 16 ] |
| 2006年 | 8,666  | 11,940   | [ * 17 ] |
| 2007年 | 9,538  | 12,074   | [ * 18 ] |
| 2008年 | 9,786  | 12,518   | [ * 19 ] |
| 2009年 | 10,008 | 12,740   | [ * 20 ] |
| 2010年 | 9,975  | 12,847   | [ * 21 ] |
| 2011年 | 9,866  | 12,828   | [ * 22 ] |
| 2012年 | 10,030 | 13,164   | [ * 23 ] |
| 2013年 | 10,041 | 13,600   | [ * 24 ] |
| 2014年 | 10,170 | 13,512   | [ * 25 ] |
| 2015年 | 10,579 | 14,014   | [ * 26 ] |
| 2016年 | 10,879 | 14,373   | [ * 27 ] |
| 2017年 | 11,052 | 14,608   | [ * 28 ] |

## 駅周辺
当駅は大田区側にあるが、目黒区に隣接しており、「大岡山」の地名は目黒区側にある。
当駅は東京科学大学大岡山キャンパスの最寄駅（当駅正面口直ぐ）である。当駅と隣の緑が丘駅、奥沢駅とを結ぶ線路は、両側を東京科学大学の敷地に挟まれる形で通っている。

### 教育機関
- 東京科学大学大岡山キャンパス

### 主な病院
- 東急病院（駅上部）

### 郵便局 ・ 金融機関
- 大岡山駅前郵便局
- みずほ銀行 大岡山支店
- 城南信用金庫 大岡山支店
- 共立信用組合 大岡山支店

### 店舗
- 東急ストア大岡山店

## ギャラリー

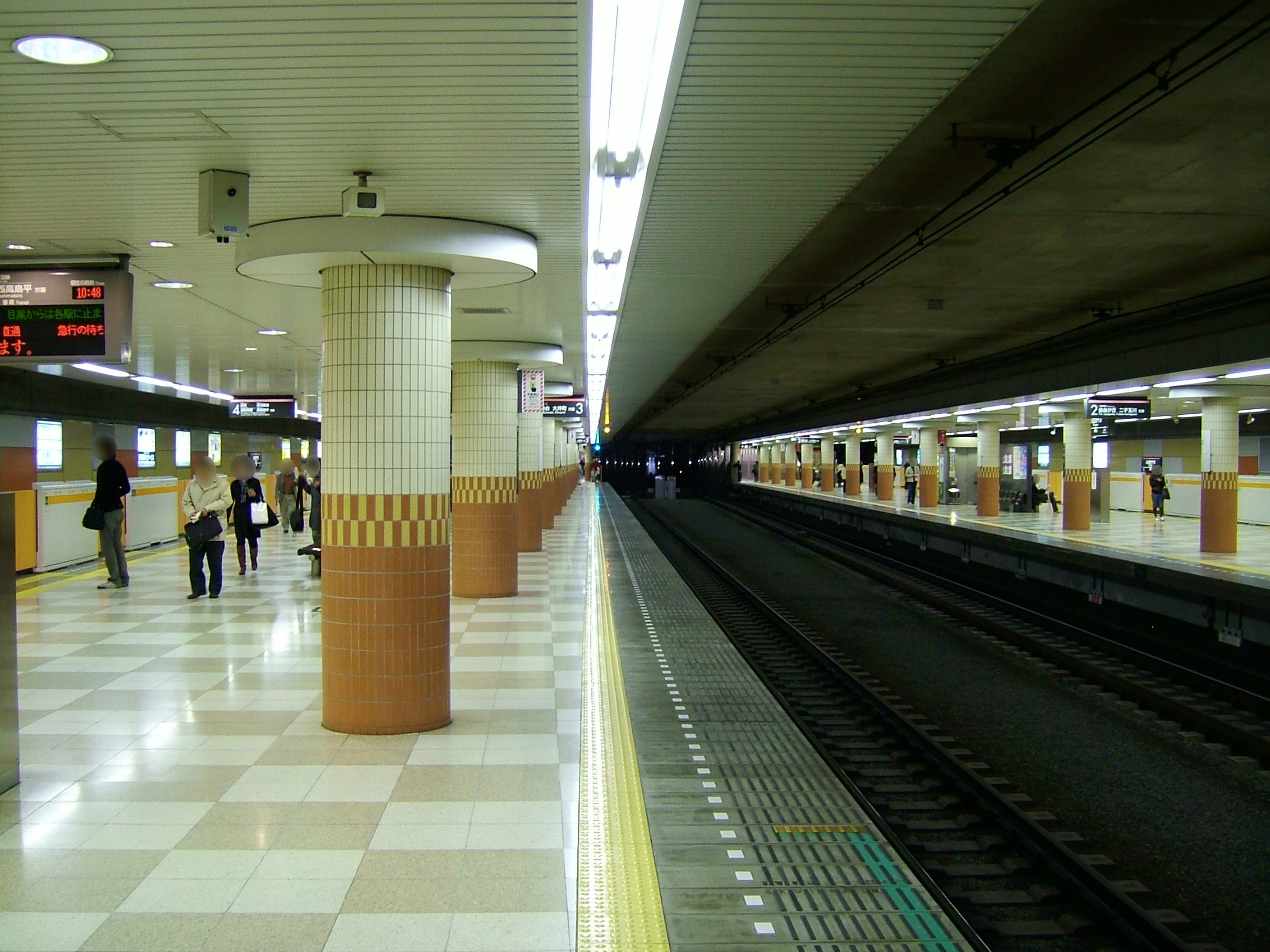
ホーム（2006年11月19日）
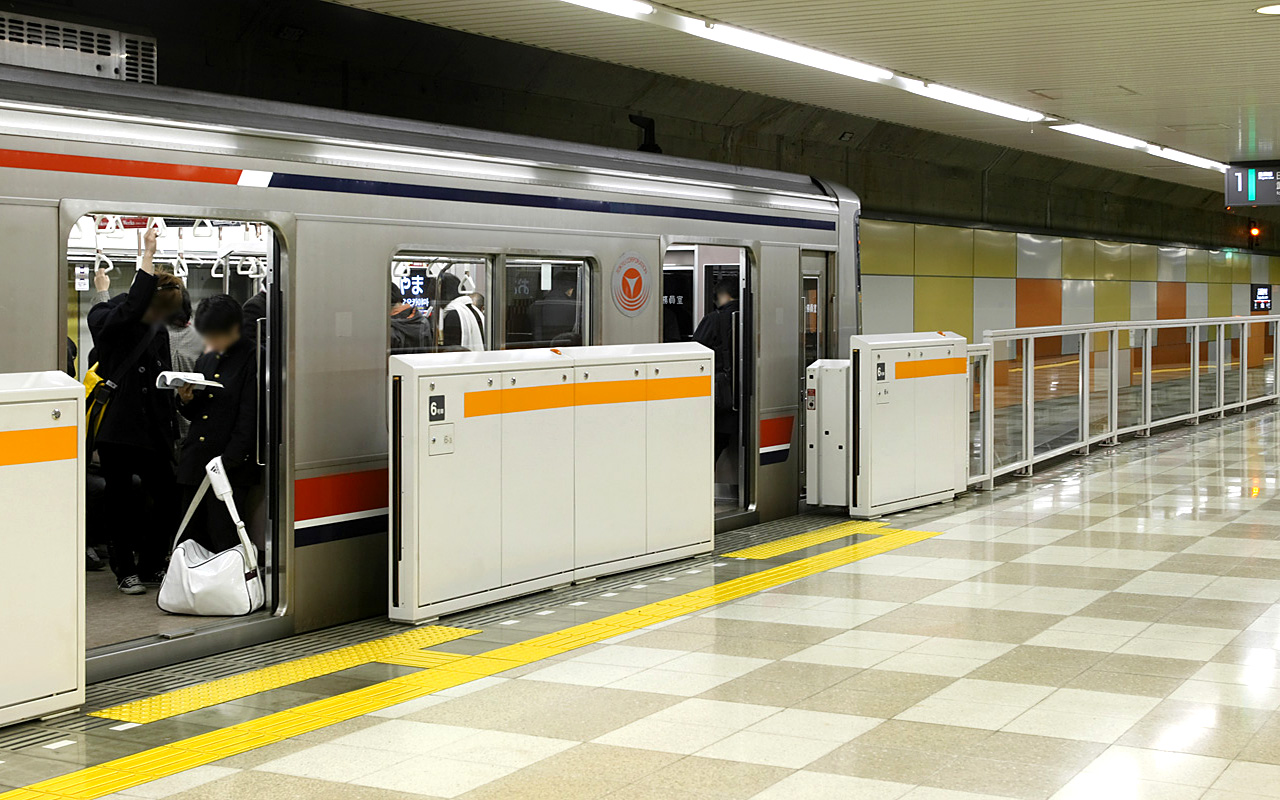
目黒線ホーム・ホームドア・転落防止柵（2008年1月27日）
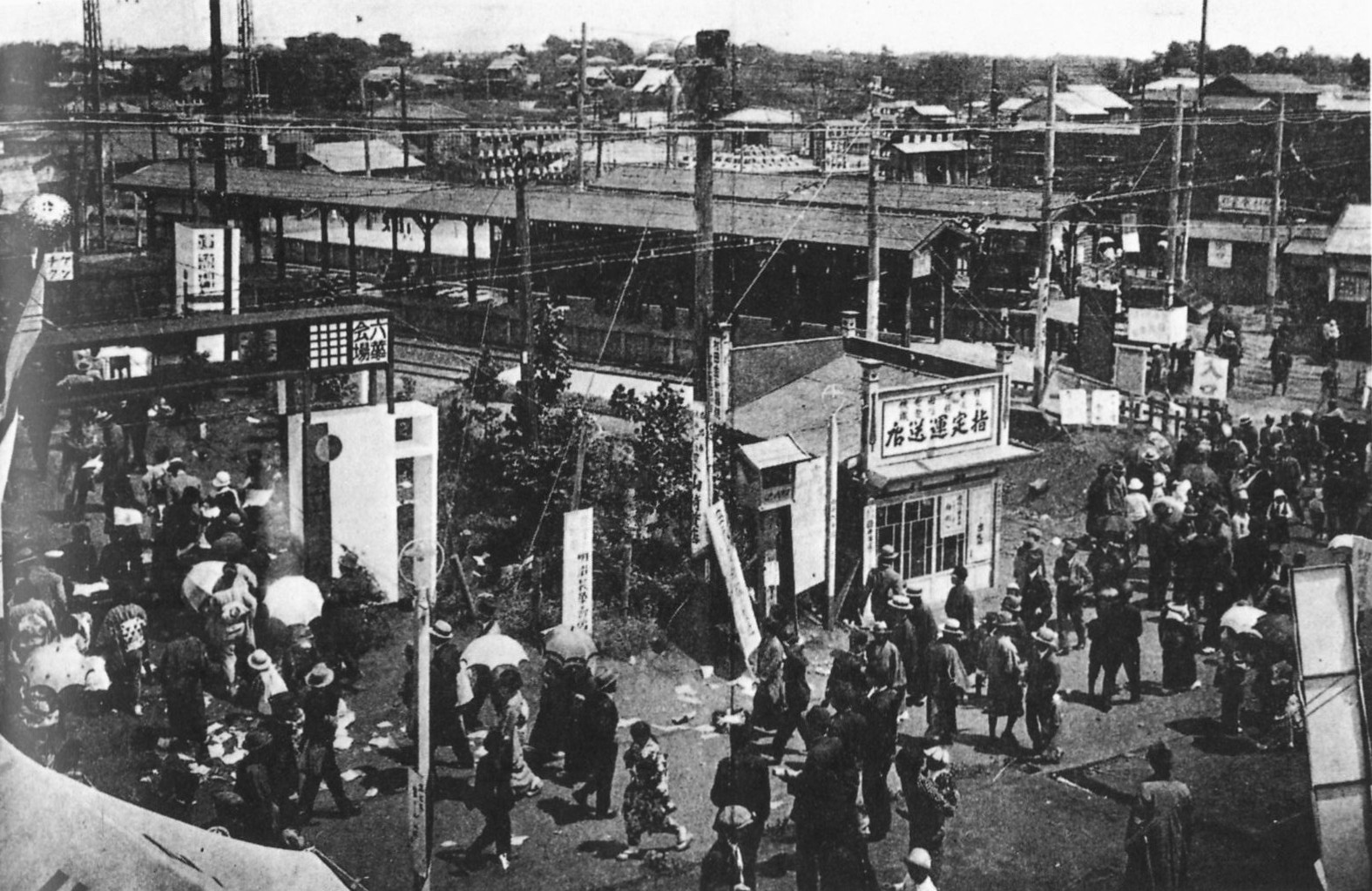
東京工業大学大学祭で賑わう大岡山駅前（1929年5月）
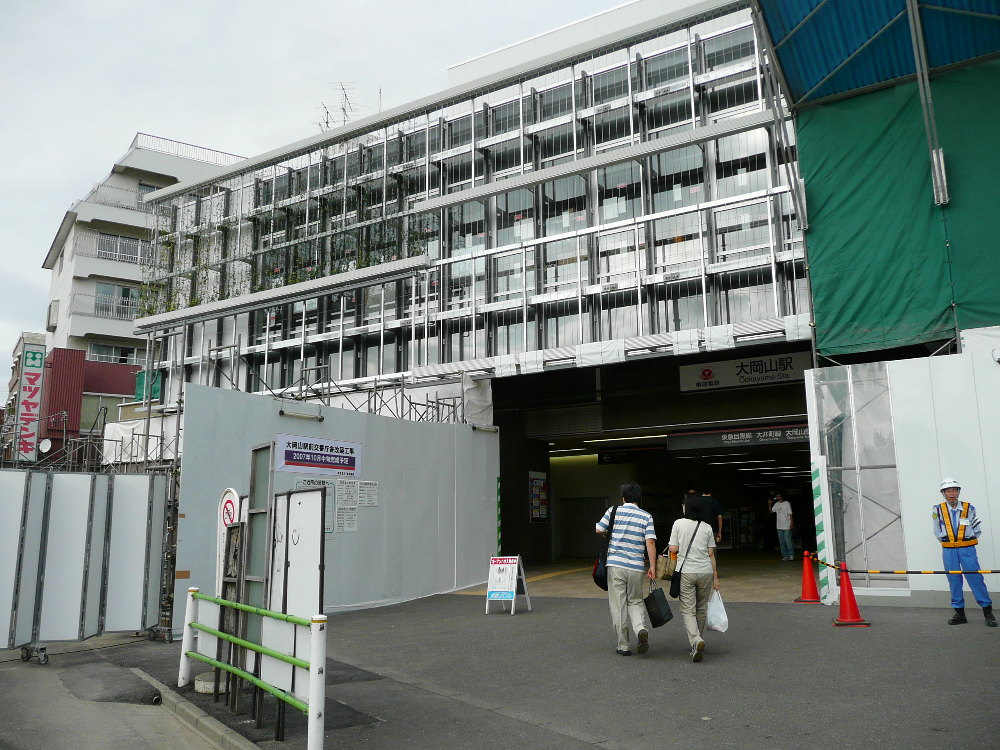
工事中の大岡山駅（2007年7月21日）

## 隣の駅
東急電鉄
 目黒線
■急行
武蔵小山駅 (MG03) - 大岡山駅 (MG06) - 田園調布駅 (MG08)
■各駅停車
洗足駅 (MG05) - 大岡山駅 (MG06) - 奥沢駅 (MG07)
 大井町線
■急行
旗の台駅 (OM06) - 大岡山駅 (OM08) - 自由が丘駅 (OM10)
□各駅停車（二子新地・高津は通過）・■各駅停車（二子新地・高津に停車）
北千束駅 (OM07) - 大岡山駅 (OM08) - 緑が丘駅 (OM09)